# هيلدا
هيلدا (بالإنجليزية:Hilda) هي واحدة من العديد من الأسماء المعطاة للإناث المستمدة من اسم هيلد، والتي تشكلت من كلمة في اللغة النوردية القديم hildr ، والتي تعني «معركة». هيلد، بيلونا من الشمال الأوروبي والألماني،  كان فالكيري الذي نقل المحاربين الذين سقطوا إلى فالهالا. وغالبا ما تسمى الحرب لعبة هيلد. أصبح الاسم نادرًا في إنجلترا خلال العصور الوسطى المتأخرة، ولكن تم إحياؤه في القرن التاسع عشر. في السويد، كان قيد الاستخدام منذ أواخر القرن الثامن عشر، وهو اسم مشهور طوال القرن التاسع عشر. هيلدا هو البديل من هيلدا. اختلاف آخر على هيلد هو هيلدور.  
هيلدا هو اسم:

## اشخاص
- هيلدا من ويتبي (حوالي 614-680)، قديسة إنجليزية
- الأميرة هيلدا من ناسو (1864-1952)
- هيلدا برنارد (مواليد 1920)، ممثلة المسرح والسينما والتلفزيون الأرجنتينية
- هيلدا بيرنشتاين (1915-2006)، مؤلفة وفنانة ومناهضة للفصل العنصري وناشطة في مجال حقوق المرأة
- هيلدا بورغستروم (1871-1954)، ممثلة سويدية
- هيلدا برايد (1929-2007)، ممثلة إنجليزية
- هيلدا كاسيلي (1836-1901)، مصلحة تعليمي سويدية
- هيلدا كلايتون (1991-2013)، متخصصة في الجيش الأمريكي ومصورة حرب
- هيلدا كونكلينج (1910-1986)، شاعرة أمريكية
- هيلدا إيسن (1917–2017)، وهي سيدة أعمال أمريكية بولندية المولد، وناشطة خيرية، وأحد الناجين من الهولوكوست
- هيلدا إليس ديفيدسون (1914-2006)، عالمة الآثار الإنجليزية والأكاديمية
- HD (1886-1961)، ولدت كهيلدا دوليتل، الشاعرة الأمريكية، الروائية وكاتبة المذكرات
- هيلدا دي دوهالدي (مواليد 1946)، سياسية أرجنتينية
- هيلدا فينيمور (1914-2004)، ممثلة إنجليزية
- هيلدا جاديا (1921-1974)، خبيرة اقتصادية في بيرو، زعيمة شيوعية، مؤلفة، وزوجة تشي غيفارا الأولى
- هيلدا جاكسيولا (مواليد 1972)، لاعبة كرة طائرة الشاطئ مكسيكية
- هيلدا جيرينجر (1893-1973)، عالمة رياضيات وأستاذة نمساوية
- هيلدا جولدبلات غورينشتاين (هيلجوس) (1905-1998)، رسّامة الزيت والألوان المائية الأمريكية
- هيلدا هيوليت (1864-1943)، أول طيارة بريطانية تحصل على رخصة طيار ومنظمة طيران
- هيلدا هيلست (1930-2004)، شاعرة برازيلية وكاتبة مسرحية وروائية
- هيلدا فيبي هدسون (1881-1965)، عالمة رياضيات إنجليزية
- هيلدا كاكيكوسكي (1864-1912)، السياسية الفنلندية، الكاتبة والمعلمة، واحدة من أول 19 امرأة ينتخبن في البرلمان
- هيلدا كيبيت (مواليد 1981)، عداءة المسافات الطويلة الهولندية
- هيلدا لوفيل سميث (1886 - 1973)، سيدة أعمال ومنظم اجتماعي من نيوزيلندا
- هيلدا لوند (1840-1911)، راقصة الباليه السويدية
- هيلدا مولينا (مواليد 1942)، كبيرة جراحي الأعصاب في كوبا
- هيلدا ريكس نيكولاس (1884-1961)، رسامة أسترالية
- هيلدا بيتريني (1838-1895)، صانعة الساعات السويدية
- HFM Prescott (1896-1972)، مؤلفة الإنجليزية، أكاديمية ومؤرخة
- هيلدا راموس (مواليد 1964)، قاذفة القرص الكوبية
- هيلدا روس (1883-1959)، سياسية من نيوزيلندا
- هيلدا رونشيمان، فيكونتيس رونشيمان من دوكسفورد (1869-1956)، سياسية بريطانية
- هيلدا ساكس (1857-1935)، صحفية سويدية وناشطة في مجال حقوق المرأة
- هيلدا ساندلز (1830-1921)، مغنية الأوبرا السويدية
- هيلدا سيولين (1835-1915)، مصورة سويدية
- هيلدا سوليس (مواليد 1957)، وزيرة العمل الأمريكية في إدارة أوباما
- هيلدا كروسبي ستانديش (1902-2005)، رائدة تنظيم النسل الأمريكية
- هيلدا تادريا، ناشطة حقوق المرأة الأوغندية
- هيلدا تيري (1914-2006)، رسامة كاريكاتير أمريكية، منشئة الشريط الهزلي تينا

## شخصيات خيالية
- هيلدا، شخصية العنوان في سلسلة هيلدا لكاتبها لوك بيرسون
- هيلدا، البطل السادس والثلاثون في Mobile Legends: Bang Bang
- هيلدا، بطلة بوكيمون الأسود والأبيض
- هيلدا، شخصية ثانوية في المسلسل التلفزيوني العائلي The Muppet Show
- هيلدا أو هيلدغارد (<i id="mwhQ">بعلزبول</i>)، الشخصية الرئيسية في المانجا بعلزبول
- هيلدا بيرج، رئيسة طائرة يمكنها أن تتحول إلى زيبلين من لعبة إيندي المستندة إلى رسوم كاريكاتورية تعود إلى ثلاثينيات القرن الماضي - كاب هيد (2017)
- هيلدا أوجدين، من أوبرا الصابون البريطانية Coronation Street
- هيلدا، زوجة هوراس رامبولي، شخصية في الكتاب والمسلسل التلفزيوني رومبول أوف بيلي، التي يطلق عليها «هي التي يجب أن تطاع»
- هيلدا سبيلمان، الشخصية الرئيسية في سابرينا، الساحرة المراهقة
- هيلدا سواريز، من المسلسل التلفزيوني الأمريكي بيتي القبيحة
- «الثلج الساخن» هيلدا، شخصية داعمة في فيلم الانمي الخارج عن القانون
- بولاريس هيلدا، الخصم الرئيسي لقوس آسغارد في أنيمي سانت سييا
- الأميرة هيلدا من لوريول، شخصية من أسطورة زيلدا: رابط بين العالمين
- هيلدا (فتاة pinup)، تعاني من زيادة الوزن التي أنشأتها دونا برايرز
- هيلدا فالنتين غونريل، شخصية من فاير إمبلم: ثري هاوسيس

## الفضاء
- 153 هيلدا، كويكب كبير في مجموعة هيلدا في النظام الشمسي، سمي على اسم إحدى بنات المستكشف.